# Autolékárnička
Autolékárnička, lékárnička pro motorová vozidla, motolékárnička je součást výbavy motorového vozidla. V České republice je právními předpisy stanovena jako součást povinné výbavy.

## Povinnost v České republice
Každé motorové vozidlo, kromě mopedu a motokola, jednonápravového traktoru s přívěsem a motorového vozíku, musí být vybaveno příslušným druhem lékárničky pro poskytnutí první pomoci. Pro požární automobily je výbava příslušným druhem lékárničky stanovena zvláštním právním předpisem. Obsah lékárničky se ukládá do samostatného pouzdra s charakteristickým označením. Lékárnička se ve vozidle ukládá v takovém prostoru, aby na ni nemohlo dopadat přímé sluneční světlo (záření). Úložný prostor pro lékárničku musí být suchý a čistý a musí být snadno přístupný. U vozidel pro hromadnou přepravu cestujících se lékárnička umísťuje na označeném a přístupném místě v prostoru vozidla určeném pro cestující. Provozovatel vozidla musí lékárničku udržovat v řádném stavu a jednotlivé druhy zdravotnických potřeb obměňovat.
Povinná výbava vozidel při provozu na pozemních komunikacích je stanovena vyhláškou 341/2014 Sb.

## Obsah lékárničky (platný od 1. 10. 2018)
Dle vyhlášky č. 206/2018 Sb.

### Lékárnička pro motorová vozidla kategorie A (motolékárnička pro motocykly a skútry)
| Zdravotnický materiál                                                    | Množství (ks) |
| ------------------------------------------------------------------------ | ------------- |
| Obvaz hotový s 1 polštářkem (šíře nejméně 8 cm, savost nejméně 800 g/m2) | 1             |
| Obvaz hotový s 2 polštářky (šíře nejméně 8 cm, savost nejméně 800 g/m2)  | 1             |
| Náplast s polštářkem (velikost 8 cm × 4 cm, minimální lepivost 2,5 N/cm) | 3             |
| Obinadlo škrticí pryžové (60 × 1250 mm)                                  | 1             |
| Rukavice pryžové (latexové) chirurgické v obalu                          | 1             |

### Lékárnička pro ostatní motorová vozidla (autolékárnička)
| Zdravotnický materiál                                                                  | Množství (ks)       | Množství (ks)       | Množství (ks)       |
|                                                                                        | Velikost lékárničky | Velikost lékárničky | Velikost lékárničky |
|                                                                                        | I.                  | II.                 | III.                |
| -------------------------------------------------------------------------------------- | ------------------- | ------------------- | ------------------- |
| Obvaz hotový s 1 polštářkem (šíře nejméně 8 cm, savost nejméně 800 g/m2)               | 3                   | 5                   | 10                  |
| Obvaz hotový s 2 polštářky (šíře nejméně 8 cm, savost nejméně 800 g/m2)                | 3                   | 5                   | 10                  |
| Náplast hladká cívka (velikost 2,5 cm × 5 m, minimální lepivost 7 N/25 mm)             | 1                   | 2                   | 4                   |
| Obinadlo škrticí pryžové (60 × 1250 mm)                                                | 1                   | 3                   | 5                   |
| Rukavice pryžové (latexové) chirurgické v obalu                                        | 1                   | 2                   | 4                   |
| Nůžky zahnuté (se sklonem) v antikorozní úpravě se zaoblenými hroty – délka min. 14 cm | 1                   | 1                   | 1                   |
| Isotermická fólie o rozměrech nejméně 200 × 140 cm                                     | 1                   | 1                   | 1                   |

Poznámka: autolékárničku velikosti III. je možno nahradit dvěma autolékárničkami velikosti II.
- Velikost III – vozidla pro hromadnou přepravu osob s obsaditelností více než 80 cestujících.
- Velikost II – vozidla pro hromadnou přepravu osob s obsaditelností do 80 cestujících včetně.
- Velikost I – ostatní motorová vozidla s nejméně čtyřmi koly.

Pro vozidla městské hromadné přepravy osob je dostačující autolékárnička velikosti II bez ohledu na jejich obsaditelnost.

### Novelizace vyhlášek
Vyhláška č. 283/2009 Sb. především nově předepsala kvalitu zdravotnických prostředků (rozměry a savost obvazů, lepivost náplastí, materiál nůžek) a přidala nové komponenty jako resuscitační masku s výdechovou chlopní, filtrem nebo isotermickou fólii (záchranářskou deku), vyhláška č. 216/2010 Sb. zmírnila požadavek na nůžky z minimální délky 15 cm na 14 cm a vyhláška č. 182/2011 Sb. nakonec zrušila povinnost mít v lékárničce leták o postupu při zvládání nehody a resuscitační masku. Obojí bylo totiž odborníky kritizováno v tom smyslu, že laik ve stresové situaci bude mít potíže zmíněné komponenty použít. Tato vyhláška tedy neznamená nutnost výměny lékárniček kompletovaných dle předchozí vyhlášky, leták a maska mohou zůstat "navíc".